# Avoine OCC
Avoine Olympique Chinon Cinais (cho đến năm 2010 là Union Sportive Électrique Avoine) là một câu lạc bộ bóng đá Pháp thành lập năm 1963. Đội có trụ sở tại thị trấn Avoine, Indre-et-Loire và sân vận động của đội là Stade Marcel Vignaud. Năm 2013, đội đã thi đấu với tên hiện tại của họ sau khi sáp nhập với FC Chinon.